# Кукба Віктор Йосипович
Віктор Йосипович Кукба (1904, село Лихни (Звандрипш) Гудаутської ділянки Сухумського округу, тепер Абхазія, Республіка Грузія — 13 січня 1944, виправно-трудовий табір «Карлагу» НКВС СРСР) — радянський діяч, 2-й секретар Сухумського міського комітету КП(б) Грузії, 2-й секретар Абхазького обласного комітету КП(б) Грузії. Доцент (1934), кандидат суспільних наук (15.05.1936). Депутат Верховної Ради СРСР 1-го скликання (1937—1938). 

## Біографія
Народився в родині селянина-середняка. У 1916 році закінчив церковноприходську школу в монастирі Новий Афон Гудаутської ділянки Сухумського округу, у 1920 році — вище початкове училище в селі Лихни, у 1924 році — Сухумський педагогічний технікум. У 1921 році вступив до комсомолу. У 1924 році — відповідальний секретар Гудаутського районного комітету комсомолу.
З вересня 1924 по липень 1925 року — завідувач відділу культури і пропаганди, з липня по грудень 1925 року — завідувач організаційного відділу Абхазького обласного комітету ЛКСМ Грузії в Сухумі.
У грудні 1925 — червні 1929 року — студент Ленінградського інституту народів сходу (імені Єнукідзе).
Член ВКП(б) з листопада 1926 року.
З липня 1929 по липень 1932 року — аспірант Ленінградського інституту народів сходу Академії наук СРСР в Ленінграді, мовознавець.
У серпні 1932 — серпні 1936 року — заступник директора, завідувач сектору мови і літератури Сухумського інституту абхазької культури імені академіка Марра.
Одночасно працював викладачем абхазької мови і літератури в Сухумському педагогічному інституті. У 1936 року був затверджений президією Академії наук СРСР кандидатом суспільних наук із мовознавства.
У серпні 1936 — квітні 1937 року — начальник Управління в справах мистецтв ЦВК Абхазької АРСР.
У квітні — жовтні 1937 року — завідувач відділу шкіл, науки і культури Абхазького обласного комітету КП(б) Грузії.
У жовтні 1937 — лютому 1938 року — 2-й секретар Сухумського міського комітету КП(б) Грузії.
21 лютого — серпень 1938 року — в.о. 2-го секретаря, 2-й секретар Абхазького обласного комітету КП(б) Грузії.
Заарештований 17 вересня 1938 року УНКВС по Абхазькій АРСР. Рішенням пленуму Абхазького обкому КП(б) Грузії 23 вересня 1938 року виключений із складу членів обкому «як ворог народу». Засуджений Особливою нарадою при НКВС СРСР 11 січня 1940 року за участь в націоналістичній антирадянській організації за статтями 58-10, 58-11 КК РРФСР до 5 років виправно-трудових таборів. Етапований у «Севвостлаг» НКВС СРСР 16 лютого 1940 року. Помер в «Карлазі» НКВС СРСР 13 січня 1944 року.
Реабілітований постановою Президії Верховної ради Абхазької АРСР 31 січня 1956 року.